# Albert-Eden

Albert-Eden est une zone de gouvernement local de la cité d’Auckland, située dans la région d’Auckland dans la partie moyenne de  l’Île du Sud de la Nouvelle-Zélande .

## Gouvernance
Elle est gouvernée par le board local Albert-Eden (en) au sein du conseil d’Auckland, et est localisée dans le Ward Albert-Eden-Puketāpapa (en)

## Géographie
Le secteur comprend les banlieues de Greenlane, Epsom, Mt Eden, Balmoral, Sandringham, Kingsland, Morningside, Owairaka, Mount Albert, Waterview et Point Chevalier.  Il présente une haute densité de zones résidentielles avec de fortes connexions de transport.
Il y a 3 maunga (ou cônes volcaniques) dans le secteur du board local:
- mont Albert ou Ōwairaka / Te Ahi-kā-a-Rakataura (en)
- Maungawhau / Mount Eden
- Te Kōpuke / Tītīkōpuke / Mont St John (en)

Il y a aussi deux voies d’eau principales:
- Te Auaunga-Oakley Creek (en) est le plus long des cours d’eau passant dans la cité d’Auckland, s’écoulant en direction de la «réserve marine de Motu Manawa » au niveau de la banlieue de Waterview.
- Waititiko-Meola Creek, s’écoulant en direction du Waitemata Harbour au niveau de récif de Meola (en)

Il y a des restes de laves, qui se sont écoulés dans une forêt au niveau de « Withiel » et « Almorah » dans la localité d’Epson, et de « Gribblehirst» dans la localité de Sandringham.

## Histoire
La zone présente des évidence d’une colonisation précoce de la part des Māori, comprenant plusieurs sites de pā et d’autres développement intensif, incluant des excavations au niveau du mont Maungawhau.

## Caractéristiques
IL y a plusieurs centres de villes dans le secteur. 
Le centre-ville de «Mt Eden» proprement dit, comprend des galeries d’art, le centre de la ville de Kingsland comprend une série de bars, et le centre de la ville de Sandringham comprend une série de sociétés d’affaires indiennes. 
Il y a aussi un centre-ville au niveau de la banlieue de  Mt Albert.
Eden Park abrite une série de rencontres de sports de niveau international.
Point Chevalier a aussi une série de plages réputées.
Il y a aussi plusieurs zones de loisirs, incluant les parcs de «Gribblehirst» et de «Ōwairaka».
Le parc de Highwic (en), formé d’un bâtiment historique et d’un jardin, est situé dans Epsom et a été ouvert au public depuis l’année 1981,.
Le hall d’honneur des trotteurs de Nouvelle-Zélande (en) fut établi en 1997, avec le premier cheval intronisé, qui fut ajouté dès 1998,.